# Edward Stanley, Lord Stanley

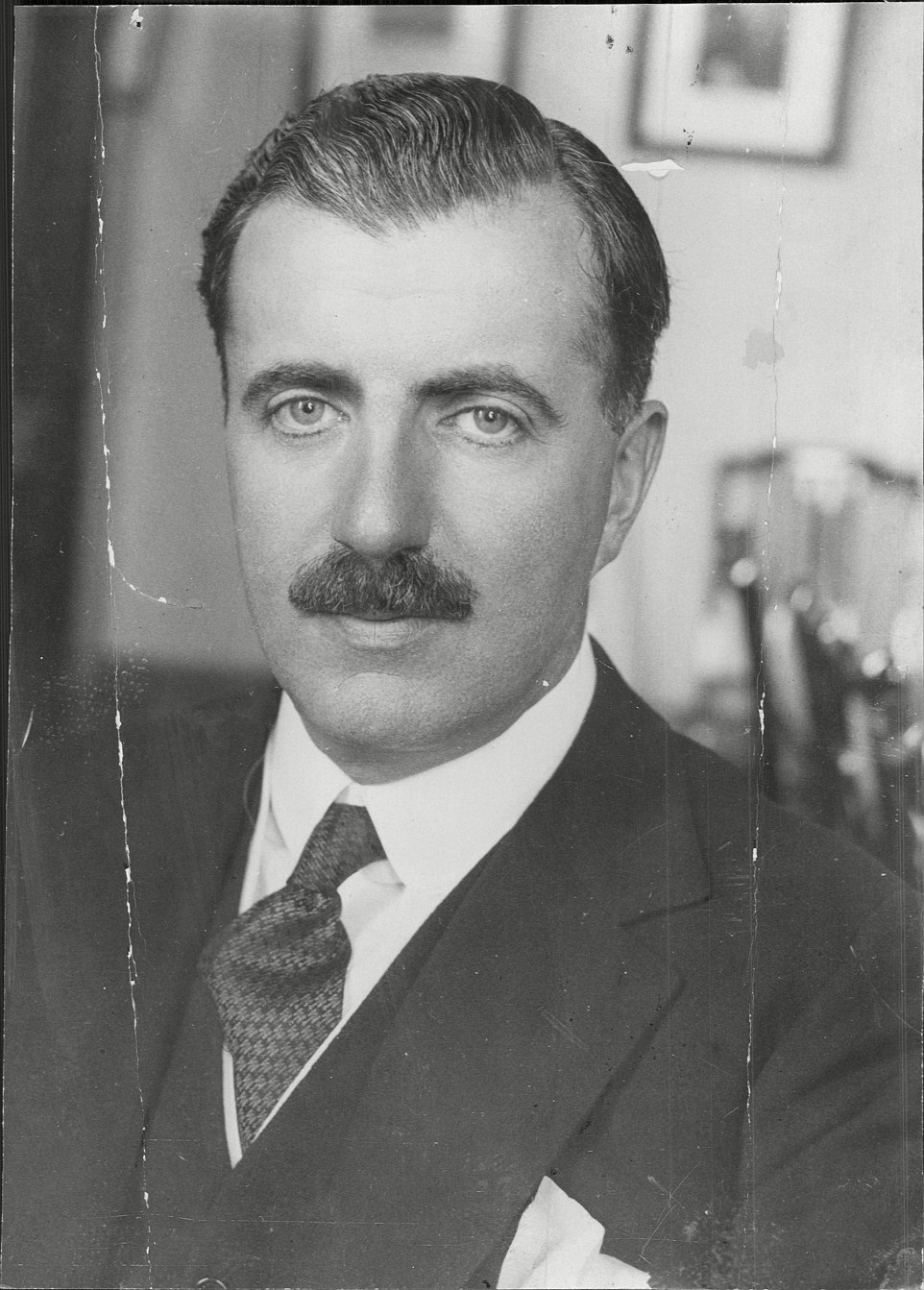
Edward Stanley, Lord Stanley (1932)

Edward Montagu Cavendish Stanley, Lord Stanley, PC, MC (* 9. Juli 1894 in Great Cumberland Place 36, Marylebone, London; † 16. Oktober 1938 in Devonshire Place 20, Marylebone, London) war ein britischer Offizier und Politiker der Conservative Party, der zwischen 1917 und 1918 sowie erneut von 1922 bis zu seinem Tod 1938 Mitglied des Unterhauses (House of Commons) sowie 1938 in der vierten Nationalen Regierung Minister für die Dominions war.

## Leben

### Familiäre Herkunft, Studium und Offizier im Ersten Weltkrieg
Edward „Eddie“ Montagu Cavendish Stanley war das zweitälteste Kind von Edward George Villiers Stanley (1865–1948), der ebenfalls Unterhausmitglied und zwischen 1901 und 1924 mehrmals Minister war sowie 1908 den Titel als 17. Earl of Derby erbte und dadurch bis zu dessen Tod 1948 dem Oberhaus (House of Lords) angehörte, sowie von dessen Ehefrau Lady Alice Maude Olivia Montagu (1862–1957), einer Tochter von William Montagu, 7. Duke of Manchester (1823–1890). Seine ältere Schwester Lady Victoria Alice Louise Stanley (1892–1927) war in erster Ehe mit dem Unterhausabgeordneten und Juniorminister Neil Primrose (1882–1917) sowie nach dessen Tod in zweiter Ehe mit dem langjährigen Unterhausabgeordneten Malcolm Bullock (1889–1966) verheiratet. Sein jüngerer Bruder Oliver Frederick George Stanley (1896–1950) war ebenfalls Offizier und Politiker der Conservative Party, der zwischen 1924 und seinem Tod 1950 Mitglied des Unterhauses war sowie von 1933 bis 1945 zahlreiche Ministerämter bekleidete. Seit sein 1908 den Titel als 17. Earl of Derby geerbt hatte, führte er als dessen Heir apparent den Höflichkeitstitel Lord Stanley. Nach dem Besuch des renommierten Eton College begann er 1912 als Gefährte des Prince of Wales Edward ein Studium am Magdalen College der University of Oxford. 
Nach einer gleichzeitigen Kadettenausbildung trat er am 2. Juli 1914 als Second Lieutenant in die British Army ein und wurde am 15. November 1914 zum Gardegrenadierregiment Grenadier Guards versetzt. Er war zunächst Adjutant von General Horace Smith-Dorrien und wurde mit dem temporären Dienstgrad eines Captain am 9. September 1916 Adjutant des aus der Reserve der Household Cavalry neu aufgestellten Household Battalion. Den Posten als Bataillonsadjutant hatte er bis zum 12. Januar 1917 inne. Am 13. August 1917 wurde er zum Stabshauptmann (Staff Captain) im Hauptquartier in Italien ernannt und diente zuletzt vom 22. Januar bis zum 11. März 1918 als Brigademajor. Im Anschluss diente er zwischen dem 6. Mai und dem 8. Oktober 1918 als Generalstabsoffizier und war danach vom 9. Oktober bis zum 2. November 1919 erneut Brigademajor. Für seine militärischen Verdienste im Ersten Weltkrieg wurde ihm am 3. Juni 1919 das Military Cross (MC) verliehen. Am 27. November 1920 schied er aus dem aktiven Militärdienst und wurde im regulären Dienstgrad eines Captain in die Reserve verabschiedet.

### Unterhausabgeordneter und Parlamentarischer Privatsekretär seines Vaters

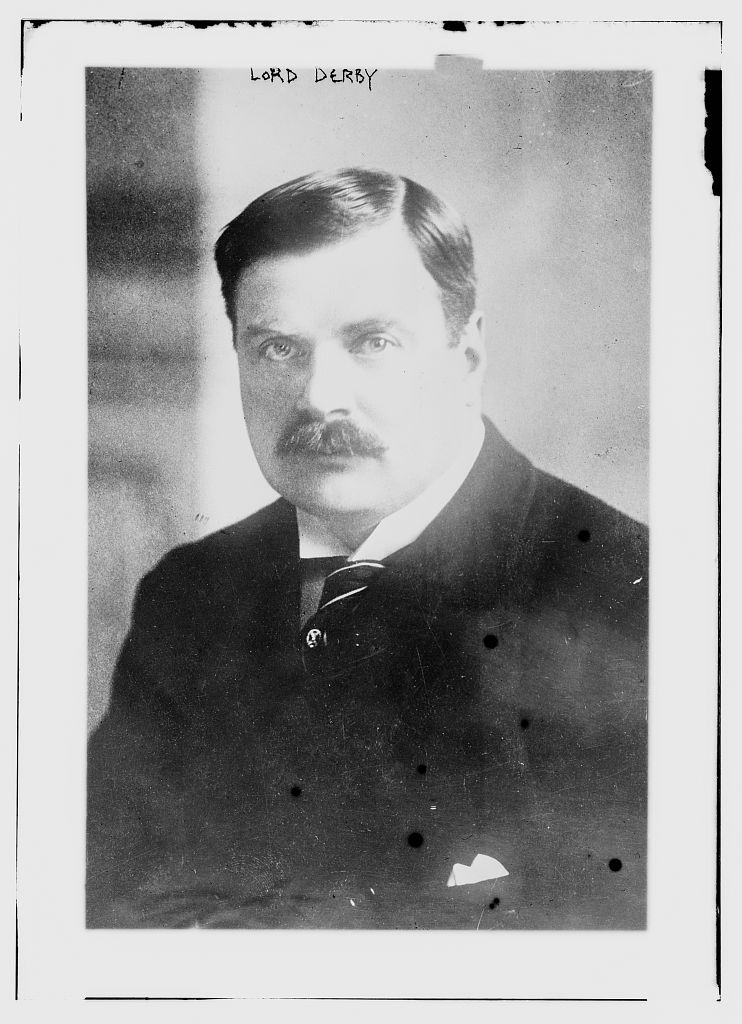
Als sein Vater Edward George Villiers Stanley zwischen 1922 und 1924 Kriegsminister war, fungierte Lord Stanley als dessen Parlamentarischer Privatsekretär.

Noch während seines Kriegsdienstes wurde „Eddie“ Stanley 1917 von Archibald Salvidge, dem Vorsitzenden der Conservative Party von Liverpool, überredet, für das Unterhaus bei einer Nachwahl (By-election) im Wahlkreis Liverpool Abercromby zu kandidieren, die aufgrund der Erhebung des bisherigen Wahlkreisinhabers Richard Chaloner zum 1. Baron Gisborough am 23. Juni 1917 notwendig geworden war. Das Prestige des Familiennamens sollte seine ungehinderte Rückkehr garantieren, aber Frank Buckley Hughes, ein einbeiniger Ex-Gefreiter des Nationalen Verbandes entlassener und demobilisierter Seeleute und Soldaten (National Federation of Discharged and Demobilized Sailors and Soldiers) meldete sich als Gegenkandidat, um gegen das Befreiungsüberprüfungsgesetz (Review of Exemptions Act) von 1917 zu protestieren, welches eine medizinische Remissionsuntersuchung aller entlassenen Soldaten vorsah. Edward Stanley, 17. Earl of Derby, Stanleys Vater, war damals Kriegsminister in der Regierung Lloyd George. Der Wahlkampf erregte viel Aufmerksamkeit, aber Stanley gewann überzeugend die Nachwahl am 28. Juni 1917, ohne einen einzigen Auftritt zu haben. Er erhielt 2.224 Stimmen (73,7 Prozent), während auf den NFDSS-Kandidaten Frank Buckley Hughes lediglich 794 Stimmen (26,3 Prozent) entfielen. Obwohl er seinen Sitz als jüngstes Mitglied (Baby of the House) einnahm, hatte er immer noch nicht im Unterhaus gesprochen, als der Wahlkreis Liverpool Abercromby bei der Neuaufteilung der Wahlkreise vor der Unterhauswahl am 14. Dezember 1918 aufgelöst wurde.
Bei der darauffolgenden Unterhauswahl am 15. Dezember 1922 wurde Lord Stanley für die konservativen Tories im Wahlkreis Fylde, eine ländliche Gegend im Norden von Lancashire, wo Lord Derby 10.000 Acres (4.000 Hektar) Land besaß. Als er seine Reden mit Renntipps belebte, sahen die Einheimischen ihn als einen der Ihren. Er sah seinem Vater sehr ähnlich und arbeitete mit diesem in der Verwaltung ihres Gestüts und zahlreicher Güter. Er wurde bei den Unterhauswahlen am 6. Dezember 1923, 29. Oktober 1924, 20. Mai 1929, 27. Oktober 1931 und 14. November 1935 jeweils wiedergewählt und gehörte dem House of Commons bis zu seinem Tode am 16. Oktober 1928 an. Als sein Vater vom 23. Oktober 1922 bis zum 20. Mai 1923 im Kabinett Bonar Law sowie zwischen dem 22. Mai 1923 und dem 23. Januar 1924 im ersten Kabinett Baldwin Kriegsminister war, fungierte Lord Stanley als dessen Parlamentarischer Privatsekretär (Parliamentary Private Secretary).

### Stellvertretender Geschäftsführender Vorsitzender der Konservativen Partei und Juniorminister

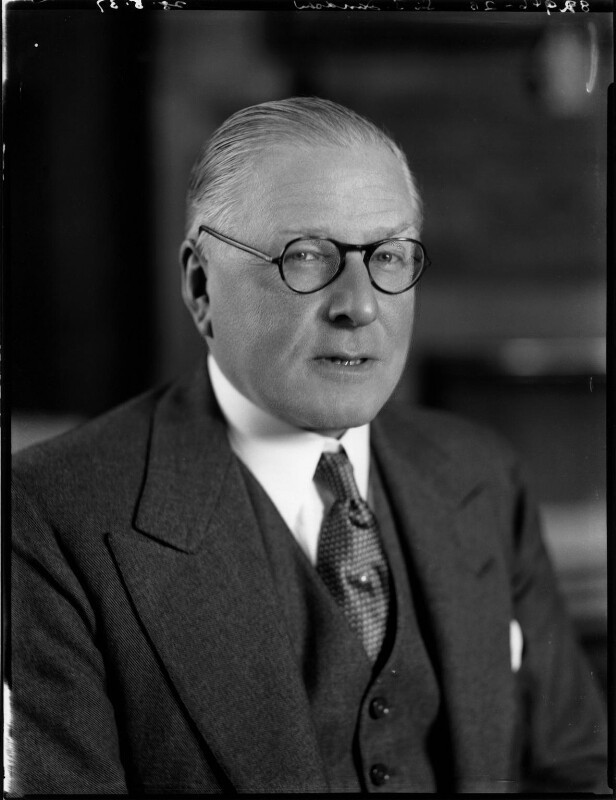
Während seiner Amtszeit als stellvertretender Geschäftsführender Vorsitzender von 1927 bis 1929 war das Verhältnis zum Geschäftsführenden Vorsitzenden der Konservativen Partei J. C. C. Davidson angespannt. Dieser warf ihm vor, die Konservativen Frauenorganisation (Women’s Unionist Organization) zu unterschätzen und den Titel des Co-Vorsitzenden an sich zu reißen.

Im zweiten Kabinett Baldwin übernahm Lord Stanley sein erstes Regierungsamt und fungierte zwischen dem 13. November 1924 und dem 9. November 1927 als Lord im Schatzamt (Junior Lord of the Treasury). Danach war er von November 1927 bis Juli 1929 stellvertretender Geschäftsführender Vorsitzender der Konservativen Partei (Deputy Chairman of the Conservative Party). Nach der Reform der konservativen Zentrale im Dezember 1927 fiel die Auswahl der Kandidaten und Agenten in seinen Zuständigkeitsbereich, und sein weiteres besonderes Anliegen war der Jugendverband der Konservativen Partei (Junior Imperial League), dem er von 1927 bis 1933 vorstand. Als Aristokrat der Kriegsgeneration traf er damit den richtigen Ton der „Imps“, der jungen Konservativen unter dreißig. Die Beziehungen zum Geschäftsführenden Parteivorsitzenden waren allerdings angespannter. J. C. C. Davidson warf ihm vor, die Konservativen Frauenorganisation (Women’s Unionist Organization) zu unterschätzen und den Titel des Co-Vorsitzenden an sich zu reißen. 
Nach Beendigung dieser Parteifunktion engagierte sich Lord Stanley stärker in der Parlamentsarbeit im Unterhaus. Seine Hauptthemen waren die Unterstützung der Landwirtschaft und der Notwendigkeit, die Fabriken in Lancashire mit mehr Baumwolle aus dem Britischen Weltreich zu beliefern. Am 10. November 1931 wurde er Parlamentarischer und Finanzieller Sekretär der Admiralität (Parliamentary and Financial Secretary to the Admiralty) im vierten Kabinett von Premierminister Ramsay MacDonald, der sogenannten zweiten Nationalen Regierung, und unterstützte als solcher den Ersten Lord der Admiralität Sir Bolton Eyres-Monsell in Gehalts- und Personalangelegenheiten. Er war 1932 Deputy Lieutenant der Grafschaft Lancashire sowie Präsident der National Union of Conservative and Unionist Associations. Zudem begleitete er 1933 den Parlamentarischen Unterstaatssekretär im Außenministerium Anthony Eden 1933 zur Genfer Abrüstungskonferenz. Zugleich wurde er am 26. Februar 1934 auch zum Mitglied des Geheimen Kronrates (Privy Council) berufen.
Nachdem er vom 28. Juni bis zum 28. November 1935 in der dritten Regierung von Premierminister Stanley Baldwin, der sogenannten „dritten Nationalen Regierung“ zunächst kurzzeitig Parlamentarischer Unterstaatssekretär im Ministerium für die Dominions (Parliamentary Under-Secretary of State for Dominion Affairs) war, kehrte er am 28. November 1935 in das Amt als Parlamentarischer und Finanzieller Sekretär der Admiralität zurück und bekleidete dieses bis zum 28. Mai 1937. Während des Abessinienkrieges, der am 3. Oktober 1935 begann, war es Stanley, der eine 35-prozentige Erhöhung der Flottenschätzungen ankündigte und damit den Beginn der Wiederbewaffnung signalisierte. Er führte auch die britische Delegation zur Montreux-Konferenz, die am 20. Juli 1936 die internationale Kontrolle über die Dardanellen abschaffte. Danach kehrte Stanley mit dem Ersten Lord der Admiralität, Sir Samuel Hoare, zu seiner üblichen Zurückhaltung zurück. Als Nachfolger von Sir Walter de Frece wurde er 1936 Ehrenoberst des 9. Bataillons des Manchester-Regiments (Honorary Colonel of the 9th Battalion Manchester Regiment) und hatte diese Funktion bis zu seinem Tode 1938 inne, woraufhin sein jüngerer Bruder Oliver Stanley diesen Posten übernahm. Er war zudem Mitglied der Imperial War Graves Commission, eine Einrichtung, die in Zusammenarbeit mit der Regierung des Vereinigten Königreichs für die Errichtung, Bebauung und Betreuung der britischen Soldatenfriedhöfe in den Ländern des Britischen Weltreiches und heute des Commonwealth of Nations verantwortlich ist. 

### Minister für die Dominions 1938, Ehe und Nachkommen
Als Premierminister Neville Chamberlain am 28. Mai 1937 sein erstes Kabinett, die sogenannte „vierte Nationale Bildung“ bildete, übernahm Lord Stanley den Posten als Parlamentarischer Unterstaatssekretär im Ministerium für Indien und Burma (Parliamentary Under-Secretary of State for India and Burma) und damit als engster Mitarbeiter des Ministers Lawrence Dundas, 2. Marquess of Zetland. Allerdings führte Rheuma und eine Bauchoperation dazu, dass er für Großteil des Jahres erkrankt war.
Viele waren daher überrascht, als Neville Chamberlain am 16. Mai 1938 Stanley als Nachfolger von Malcolm MacDonald zum Minister für die Dominions (Secretary of State for the Dominions) ernannte. Er war der Nationalregierung immer treu gewesen, aber politische Insider fragten sich, wie sein Gehör mit Diskussionen im Kabinettssaal umgehen würde. Die erste Herausforderung bestand darin, sich mit dem australischen Premierminister Robert Menzies auseinanderzusetzen, der nach Großbritannien kam und eine Revision des 1932 geschlossenen Handelsabkommens zwischen Großbritannien und Australien forderte. Eine taktvolle Abfuhr genügte. Die südafrikanische Regierung wurde ähnlich behandelt, als sie auf eine Rolle in der Verwaltung von Swasiland, Betschuanaland und Basutoland drängte. Im August 1938 eröffnete Stanley die kanadische Nationalausstellung in Toronto. Er hinkte stark, nachdem er sich beim Golfspielen das linke Bein verdreht hatte. Als er am 25. September zurückkehrte, war er schwer krank. Nachdem er nur an elf Kabinettssitzungen teilgenommen hatte – die letzte am 28. Juli 1938, beteiligte er sich während der Sudetenkrise nicht an der Politikgestaltung.
Lord Stanley starb im Alter von 44 Jahren am 16. Oktober 1938 in der London Clinic, 20 Devonshire Place, Marylebone, London. Die Todesursache war ein Lymphosarkom, nachdem ein kleiner Riss im Oberschenkelknochen krebsartige Knochenmarkszellen in seinen Blutkreislauf freigesetzt hatte. Am 20. Oktober 1938 wurde er auf dem Kirchhof von St. Mary in Knowsley, Lancashire, beigesetzt. Am 17. Juli 1917 heiratete er den Sibyl Louise Beatrix „Portia“ Cadogan (1893–1969), Tochter von Henry Arthur Cadogan, Viscount Chelsea, der von 1892 bis 1900 Abgeordneter des Unterhauses war. Aus dieser Ehe gingen drei Söhne hervor. Der älteste Sohn Edward John Stanley (1918–1994), war Offizier, erbte beim Tod des Großvaters 1948 den Titel als 18. Earl of Derby und fungierte zudem zwischen 1951 und 1968 als Lord Lieutenant der Grafschaft Lancashire. Der zweitälteste Sohn war der Politiker Richard Oliver Stanley (1920–1983), der für die Conservative Party von 1950 bis 1966 Abgeordneter des Unterhauses war. Der jüngste Sohn Hugh Henry Montagu Stanley (1926–1971) war der Vater von Edward Richard William Stanley (* 1962), der beim Tod seines Onkels 1994 den Titel des 19. Earl of Derby erbte.

## Hintergrundliteratur
- Randolph S. Churchill: Lord Derby. King of Lancashire. Heinemann, London 1959.
- Robert Rhodes James (Hrsg.): Chips. The diaries of Sir Henry Channon. Weidenfeld & Nicolson, London 1967.
- Robert Rhodes James (Hrsg.): Memoirs of a Conservative: J. C. C. Davidson’s memoirs and papers, 1910–37. Weidenfeld & Nicolson, London 1969.
- Philip Ziegler: King Edward VIII. Collins, London 1990.
- Stuart Ball (Hrsg.): Parliament and politics in the age of Baldwin and MacDonald. The Headlam diaries, 1923–1935. The Historian’s Press, London 1992.
- Peter E. Stanley: The house of Stanley. Pentland Press, Edinburgh 1998.
- Stuart Ball (Hrsg.): Parliament and politics in the age of Churchill and Attlee: the Headlam diaries, 1935–1951. Cambridge University Press, 1999.